# Anestezie
Anestezia (din greacă αισθησις) reprezintă un procedeu medical de diminuare sau de suprimare temporară, completă sau parțială, a sensibilității corpului la dureri, realizat prin agenți fizici sau chimici. Anestezia se folosește în proceduri chirurgicale pentru a le permite pacienților să suporte o intervenție chirurgicală fără durere. Un foarte bun anestezic este gazul cu xenon, ce creează o senzație de adormire instantanee.

## Anestezia
Anestezia se manifestă prin:
- Absența sau dispariția unuia sau mai multor tipuri de sensibilitate, spontan sau voluntar.
- Abolirea reversibilă a sensibilității, provocată prin utilizarea agenților anastezici.
- Pierderea patologică a sensibilității, care poate cuprinde una sau mai multe forme de sensibilitate.

## Există mai multe forme de anestezie:[1]
- Anestezie generală, care constă în pierderea reversibilă a conștienței și memoriei evenimentului neplăcut. Aceasta poate fi inhalatorie, folosind gaze anestezice, sau intravenoasă. Se caracterizează prin suprimarea conștientei, a senzațiilor dureroase și a reflexelor, cu păstrarea funcțiilor vitale (circulația sanguină și respirația)[3];
- Anestezie locală, caracterizată prin pierderea reversibilă a senzației într-o parte a corpului, prin administrarea de drog anestezic în acea parte;
- Anestezia regională, care reprezintă pierderea reversibilă a senzației și a mișcării într-o regiune, prin blocarea selectivă a unui segment de măduvă a spinării sau nervii periferici ai regiunii respective.

În anestezia generală se asociază trei tipuri de acțiune:
- narcoza (reprezentând pierderea conștienței, ori somn profund), este datorată administrării unui agent anestezic, fie prin inhalare (cândva de eter, azi de protoxid de azot sau de agenți halogenați), fie pe cale intravenoasă (barbiturice, ketamină, etomidat și, în ultima vreme, diprivan);
- analgezia (adică dispariția durerii) care este obținută cu analgezice, adică substanțe morfinomimetice ca fenoperidina sau fentanilul;
- curarizarea (prin folosirea unei substanțe paralizante), care permite relaxarea musculară necesară unei bune desfășurări a intervenției chirurgicale.

## Anestezia dentară
Anestezia dentară combate anxietatea legată de cabinetul stomatologic și durerea, favorizând cooperarea cu medicul. Printre substanțele cu proprietăți anestezice, cele mai utilizate în stomatologie sunt xilina, mepivacaina, prilocaina, hostacaina, bupivacaina, articaina, procaina, tetracaina, cocaina.
Administrarea anesteziei dentare se face pe mai multe căi: 
- enterală (intestinală) - pe cale orală, sublinguală sau rectală.
- parenterală (în afara tubului digestiv) - intravenos, intramuscular sau intraosos.
- prin piele - folosind plasturi sau ionoforeza.
- prin difuzare în membranele mucoase orale.
- prin inhalarea unui gaz sau a unor substanțe volatile.

## Exemple
- Lidocaina (Xilina) - Anestezic local
- MedPlace Arhivat în 1 august 2015, la Wayback Machine. - Anestezia locală Arhivat în 1 septembrie 2013, la Wayback Machine.